# هولي دونكان
هولي دونكان هي لاعبة كرلنغ كندية، ولدت في 6 يناير 1987 في تورونتو في كندا.

## وصلات خارجية
- هولي دونكان على موقع الاتحاد الدولي للكرلنغ (الإنجليزية)